# Campeonato Europeu de Halterofilismo de 1963
O 43º Campeonato Europeu de Halterofilismo foi organizado pela Federação Internacional de Halterofilismo em Estocolmo, na Suécia entre 7 a 13 de setembro de 1963. O evento foi realizado em conjunto com o Campeonato Mundial de Halterofilismo de 1963.

## Medalhistas
| Evento                     | Ouro                               | Ouro     | Prata                                | Prata    | Bronze                              | Bronze   |
| -------------------------- | ---------------------------------- | -------- | ------------------------------------ | -------- | ----------------------------------- | -------- |
| Galo (56 kg)               | Alexei Vajonin · União Soviética   | 345,0 kg | Róbert Nagy · Hungria                | 312,5 kg | Vasil Petkov · Bulgária             | 310,0 kg |
| Pena (60 kg)               | Imre Földi · Hungria               | 365,0 kg | Sebastiano Mannironi · Itália        | 347,5 kg | Rudolf Kozłowski · Polónia          | 342,5 kg |
| Leve (67,5 kg)             | Marian Zieliński · Polónia         | 417,5 kg | Waldemar Baszanowski · Polónia       | 410,0 kg | Vladimir Kaplunov · União Soviética | 410,0 kg |
| Médio (75 kg)              | Alexandr Kurynov · União Soviética | 437,5 kg | Mihály Huszka · Hungria              | 437,5 kg | Hans Zdražila · Tchecoslováquia     | 422,5 kg |
| Meio-pesado-leve (82,5 kg) | Győző Veres · Hungria              | 477,5 kg | Rudolf Pliukfelder · União Soviética | 467,5 kg | Géza Tóth · Hungria                 | 450,0 kg |
| Meio-pesado (90 kg)        | Louis Martin · Reino Unido         | 480,0 kg | Ireneusz Paliński · Polónia          | 475,0 kg | Eduard Brovko · União Soviética     | 470,0 kg |
| Pesado (+ 90 kg)           | Yuri Vlasov · União Soviética      | 557,5 kg | Leonid Zhabotinski · União Soviética | 527,5 kg | Ivan Veselinov · Bulgária           | 485,0 kg |

## Quadro de medalhas
| Ordem | País            | Medalha de ouro | Medalha de prata | Medalha de bronze | Total |
| ----- | --------------- | --------------- | ---------------- | ----------------- | ----- |
| 1     | União Soviética | 3               | 2                | 2                 | 7     |
| 2     | Hungria         | 2               | 2                | 1                 | 5     |
| 3     | Polónia         | 1               | 2                | 1                 | 4     |
| 4     | Reino Unido     | 1               | 0                | 0                 | 1     |
| 5     | Itália          | 0               | 1                | 0                 | 1     |
| 6     | Bulgária        | 0               | 0                | 2                 | 2     |
| 7     | Tchecoslováquia | 0               | 0                | 1                 | 1     |
| Total | Total           | 7               | 7                | 7                 | 21    |